# Dilution
Pour les articles homonymes, voir Dilution (homonymie).

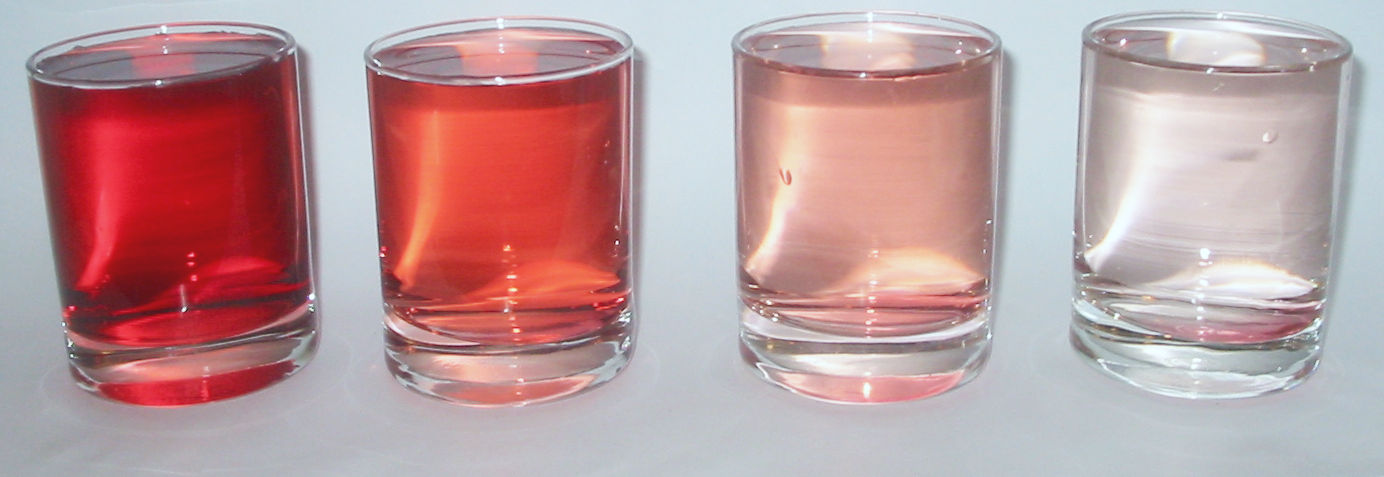
Grenadine à différentes dilutions.

La dilution est un procédé consistant à obtenir une solution de concentration inférieure à celle de départ, soit par ajout de solvant, soit par prélèvement d'une partie de la solution et en complétant avec du solvant pour garder le même volume. La dilution se caractérise par son taux de dilution, appelé aussi facteur de dilution. Cette notion présuppose que le corps dilué soit soluble dans le solvant utilisé.
Par analogie, le terme taux de dilution est aussi utilisé dans le domaine des turboréacteurs double-flux des aéronefs.

## Dilution par ajout de solvant

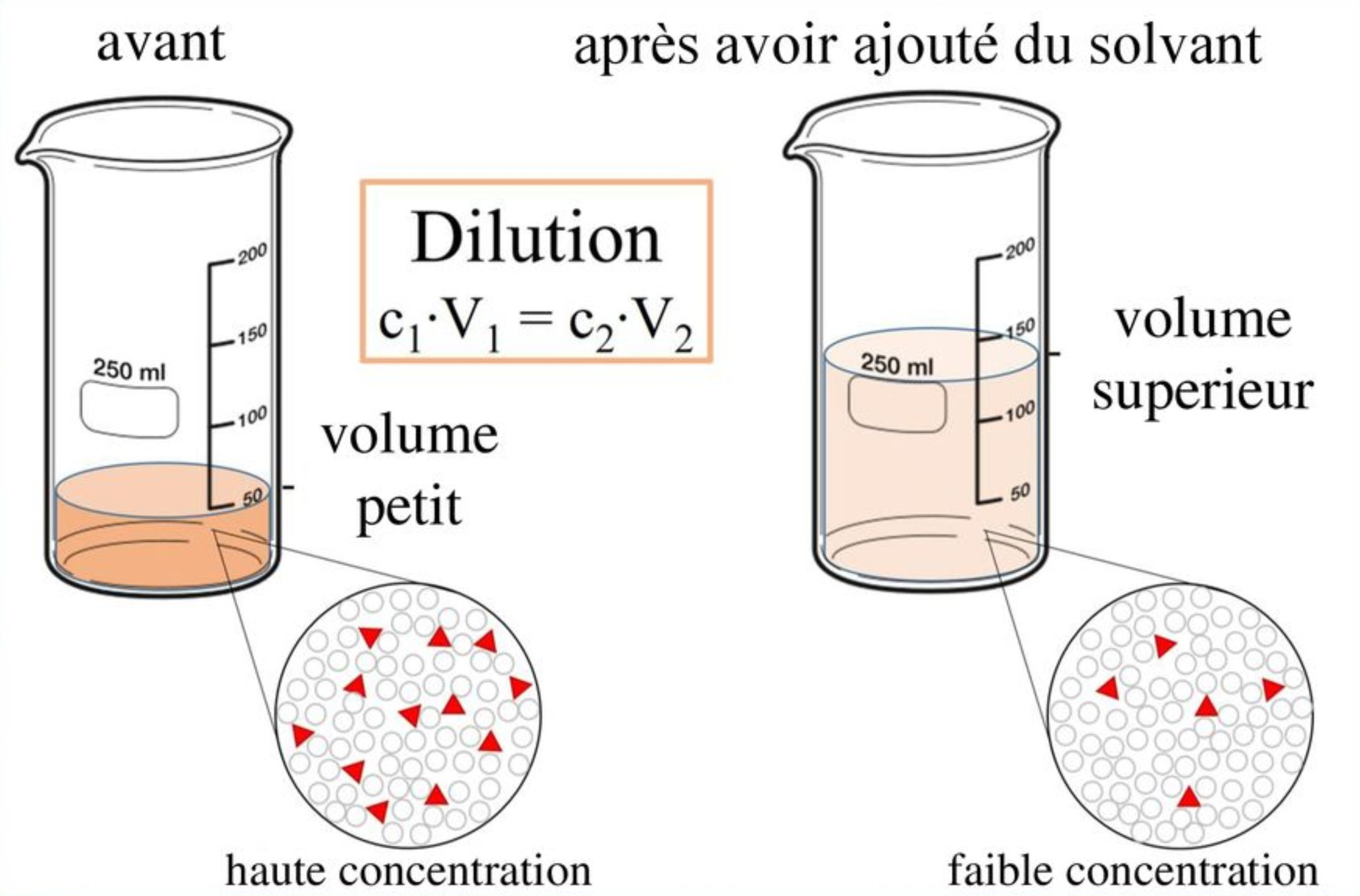
La dilution change la concentration d'un soluté et le volume. Le protocole expérimental permettant de diluer une solution utilise un bécher (représenté sur ce schéma) ou un erlenmeyer qui sont surtout des matériels de stockage et de prélèvement, une éprouvette dont les graduations sont simplement indicatives (mesure grossière), ou une fiole jaugée (verrerie qui permet de mesurer un volume de liquide avec précision).

La concentration d'une solution est notée {\displaystyle C={\frac {n}{V}}}, avec {\displaystyle n} mesure (de masse ou de quantité de matière) du soluté en solution dans le volume {\displaystyle V} de solvant. Selon que {\displaystyle n} est exprimée en unité de masse, ou de quantité de matière, {\displaystyle C} est respectivement une concentration massique ou molaire.
Si on effectue une dilution par ajout de solvant :
- la solution initiale (appelée solution mère) et la solution finale (appelée solution fille) contiennent autant de quantité de soluté : {\displaystyle n_{\text{initiale}}=n_{\text{finale}}} ;
- la solution initiale a pour volume {\displaystyle V_{\text{initial}}}, la solution finale {\displaystyle V_{\text{final}}} ;
- la concentration initiale est {\displaystyle C_{\text{initiale}}}, la concentration finale {\displaystyle C_{\text{finale}}} ;
- on a les relations :

{\displaystyle C_{\text{initiale}}={\frac {n_{\text{initiale}}}{V_{\text{initial}}}}\,;\,C_{\text{finale}}={\frac {n_{\text{finale}}}{V_{\text{final}}}}}
or {\displaystyle n_{\text{initiale}}=n_{\text{finale}}}
- donc le rapport entre les deux concentrations est le suivant :

{\displaystyle {\frac {C_{\text{finale}}}{C_{\text{initiale}}}}={\frac {V_{\text{initial}}}{V_{\text{final}}}}}

## Dilution par prélèvement

Dilution par prélèvement de culture microbienne.

Lors d'une dilution par prélèvement, le volume final de la solution fille contient autant de quantité de matière de soluté que celui contenu dans le volume de solution mère prélevé.

## Taux de dilution
Le taux de dilution {\displaystyle T} (ou facteur de dilution {\displaystyle F}) peut être exprimé par : {\displaystyle T={\frac {\text{concentration finale}}{\text{concentration initiale}}}={\frac {\text{volume initial}}{\text{volume final}}}}.
{\displaystyle T} est un nombre obligatoirement supérieur à 1 et positif, sans unité.
Le taux de dilutions successives est le produit des taux de dilution de chaque dilution. Par exemple, si on fait une dilution à 3 % puis à 5 %, on a :
{\displaystyle T={\frac {3}{100}}\cdot {\frac {5}{100}}={\frac {15}{10\;000}}=15\cdot 10^{-4}}.

## Taux de dilution en homéopathie
Il existe des dilutions en homéopathie à partir de matériaux non solubles et de matériaux solubles.

## Taux de dilution, dans le cadre des turboréacteurs  double-flux des aéronefs.
Dans le cadre des réacteurs double-flux des d'aéronefs, le taux de dilution correspond au rapport du volume d'air qui est brassé par la soufflante, par rapport au volume l'air qui sera comprimé et utilisé dans la combustion du carburant. Actuellement (2025), ce taux peut attendre jusqu'à 10/1.